# Ernst Barkmann
Ernst Barkmann (Kisdorf, Schleswig-Holstein, 25 de agosto de 1919 - ibídem, 27 de junio de 2009) fue un soldado alemán de las Waffen-SS y as de panzers. Barkmann se hizo famoso durante la Segunda Guerra Mundial por sus acciones al mando de tanques Panther.

## Juventud
Barkmann nació en Kisdorf, un pueblo del condado de Segeberg, en Holstein. Su padre era granjero, y al graduarse de la escuela, Ernst siguió los pasos de su padre y comenzó a trabajar en el campo de la familia.

## Primeras campañas
Su regimiento fue enviado a Prusia Oriental, donde debía formar parte del 14.º Ejército. Con el inicio de la guerra el 1 de septiembre de 1939, Barkmann participó en combates junto con su formación en la invasión a Polonia, sirviendo como ametrallador de la 9.ª Compañía del 3.º Batallón. Se distinguió en la lid, por lo que fue ascendido a Rottenführer. Fue herido durante la campaña y le fue entregada la Medalla de los Heridos en color negro.
En octubre de 1939, su unidad pasó a formar parte de la División SS Das Reich. En mayo de 1940, Barkmann participó de la invasión de Francia y recibió la Medalla de Asalto de la Infantería durante esta campaña. Ernst sirvió en la división durante Operación Barbarroja, y fue gravemente herido cerca de Dnipropetrovsk en julio de 1941. Pasó el resto del año recuperándose, y recibió la Medalla de los Heridos en plata. A principios de 1942, Barkmann fue asignado como instructor en una unidad en Holanda, con la tarea de entrenar voluntarios extranjeros.

## Járkov-Kursk
Barkmann solicitó ser transferido a la recientemente formada arma panzer de las Waffen-SS. En el invierno de 1942-1943 fue enviado de regreso al Frente del Este para unirse a la 2.ª Compañía del 1.º Regimiento Panzer SS de la 2.ª División SS Das Reich. Al llegar al frente, Ernst fue hecho artillero del tanque Panzer III Ausf J/1 del SS-Rottenführer Alfred Hargesheimer.
La Das Reich se sumó al 2.º Cuerpo Panzer SS del Obergruppenführer Paul Hausser, que estaba bajo el mando del Grupo de Ejércitos Sur del Generalfeldmarschall Erich von Manstein. El Cuerpo Panzer SS debía formar la vanguardia de los esfuerzos de Manstein para detener el avance soviético cerca de Járkov.
Barkmann sirvió en el regimiento durante las operaciones a gran escala que se llevaron a cabo para aniquilar al Grupo Móvil Popov. Durante estas batallas Barkmann demostró ser un excelente artillero. Fue ascendido a Unterscharführer y hecho comandante de su propio Panzer III, a tiempo para la Tercera batalla de Járkov, en la que liquidó varios blindados enemigos.
En julio de 1943, la división participó en Operación Ciudadela, que debía capturar el saliente de Kursk, y Barkmann combatió en la Batalla de Projorovka. Para esta ofensiva, la División Panzer Grossdeutschland (del Heer) había sido equipada con los tanques de última tecnología Panther Ausf. D. Su debut fue pobre, y muchos vehículos sufrieron problemas mecánicos antes de entrar en combate.
Luego del fracaso de la ofensiva, mientras se dirigía rápidamente al río Mius, la división luchó feroces batallas defensivas junto con la 3.ª División SS Totenkopf. En agosto, Ernst fue transferido a la 4.ª Compañía, equipada con los nuevos Panther Ausf. D, cuyos problemas mecánicos habían sido superados. Siendo un comandante de tanque de la 4.ª Compañía del 1.º Regimiento Panzer SS de la 2.ª División SS Das Reich, Barkmann fue responsable de la destrucción de muchos tanques enemigos. Durante el curso de estas operaciones, se le entregaron ambas clases de la Cruz de Hierro.

## Normandía yla Esquina de Barkmann

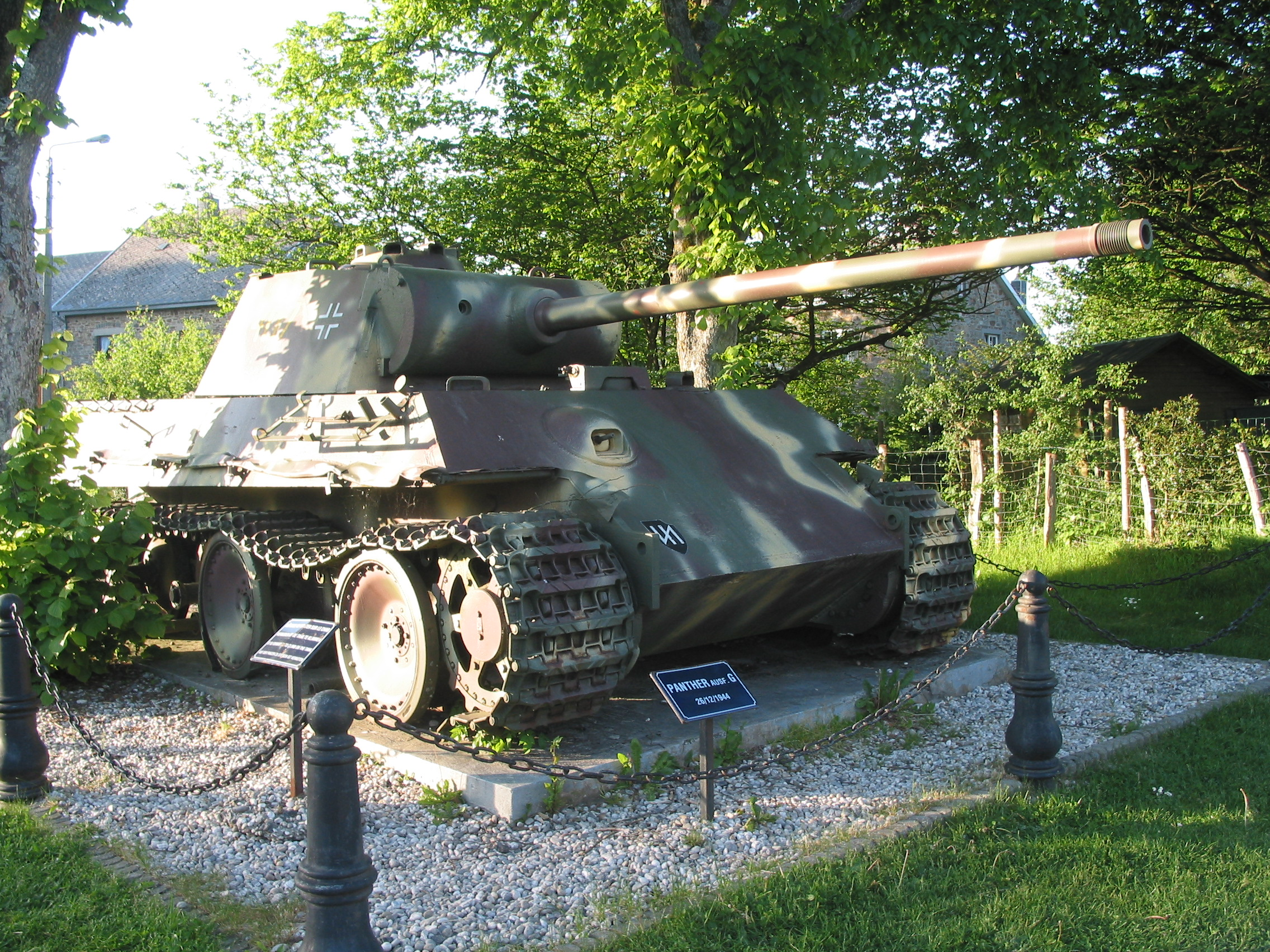
Tanque panzer Panther V- Aus D similar al usado por Barkmann

La División Das Reich siguió en el frente del este hasta enero de 1944. A comienzos de febrero, la división fue enviada Francia para recuperarse y formar parte del Grupo Panzer Oeste, la reserva de blindados para la esperada invasión aliada. Dejando para otras unidades los blindados que le quedaban, la Das Reich fue enviada a la región de Burdeos. Con excepción de unas cuantas escaramuzas con partisanos, la recuperación se desarrolló sin incidentes. Barkmann, junto con el resto del 1.º Batallón del regimiento panzer, recibió el nuevo modelo del tanque Panther.
Operación Overlord, la invasión aliada, fue lanzada el 6 de junio de 1944. Cuando la división fue movilizada para el combate por el cuartel general del Führer, fue puesta en alerta alta y permaneció en el sur de Francia para enfrentar una hipotética invasión secundaria por el sur. Cuando se hizo claro que el principal esfuerzo aliado estaba en la invasión a Normandía, la división fue enviada al norte. El tránsito de la división hasta el frente estuvo marcado por fuertes ataques de Jabos (cazabombarderos) y ataques de partisanos. Barkmann y el regimiento panzer no estuvieron involucrados en la masacre de Oradour-sur-Glane, perpetrada por una unidad Panzergrenadier de la división.
La división finalmente llegó al frente en los primeros días de julio y fue lanzada al combate contra fuerzas estadounidenses cerca de Saint-Lô. Ernst, en su tanque Panther Ausf A (# 424) participó en intensos combates contra M4 Shermans y M5A1 Stuarts en el bocage. Los angostos caminos hundidos y los impenetrables setos del bocage facilitaron a los alemanes el establecimiento de una fuerte línea defensiva en la que la superioridad material norteamericana no podía ser explotada. Barkmann, operando con su pelotón o incluso sólo con su Panther, aseguró causar importantes bajas a la ofensiva americana, destruyendo muchos tanques y vehículos blindados.

### La Esquina de Barkmann
En la mañana del 27 de julio, Barkmann se encontraba en su Panther, separado del resto de la compañía. Cuando trataba de reunirse con su unidad, fue alertado por infantes alemanes cerca la aldea de Le Lorey, quienes le dijeron que los estadounidenses estaban aproximándose con una gran columna de blindados. Barkmann posicionó su Panther bajo un grupo de robles cerca de un cruce de caminos por donde los estadounidenses tendrían que pasar.
Una vez que la columna apareció, Barkmann destruyó los dos tanques Sherman que la encabezaban y un camión de combustible. Luego sacó de combate a dos Shermans que habían tratado de sobrepasar al camión incendiado. Los estadounidenses solicitaron apoyo aéreo cercano, que causó daños al Panther de Barkmann e hirió a dos de sus tripulantes. En seguida, fueron abatidos otros dos Shermans que habían tratado de usar el ruido de los cazabombarderos para cubrir su avance hacia el flanco dañado del tanque de Barkmann. Mientras su tripulación reparaba el Panther, dos Shermans más fueron destruidos. Finalmente, antes de retirarse, Barkmann liquidó un último Sherman. Sin embargo, ni una versión estadounidense menciona esta acción. Tampoco hay informes aliados sobre retrasos causados por los defensores alemanes en esa área.
En ese enfrentamiento, que pasó a la historia como "la Esquina de Barkmann", se afirma que el tanque acabó con nueve Shermans y varios vehículos norteamericanos más, frenando el ataque de la columna blindada. Por sus acciones, se le entregó la Cruz de Caballero. Luego del lanzamiento de la Operación Cobra, la Das Reich evitó ser rodeada en la Bolsa de Falaise y, junto con la 9.ª División Panzer SS Hohenstaufen, peleó para mantener abierta una salida para las fuerzas alemanas atrapadas. Luego del colapso de la "bolsa", la Das Reich se retiró hacia el Muro del Oeste. Durante el repliegue, Ernst intervino en varios combates en la retaguardia, destruyendo varios vehículos estadounidenses.

## La Ofensiva de las Ardenas
Ascendido a Oberscharführer, el rango que conservaría hasta el final de la guerra, Barkmann continuó su exitosa carrera y combatió en la Batalla de las Ardenas en diciembre de 1944, en la que fue gravemente herido el día 25. Durante esta ofensiva, el Panther Ausf G (#401) de Barkmann se lanzó contra un grupo de tanques estadounidenses de la 2.ª División Blindada. A pesar de estar superado en número, Barkmann pudo destruir algunos Shermans. Un M4 embistió su Panther sin causar mucho daño, si bien ambos tanques quedaron atascados y el motor del Panther se paró. Luego de unos minutos, el mecánico de Barkmann se las arregló para poner en marcha el motor y el tanque se retiró con la torre trabada. A pesar del daño, Barkmann abatió un Sherman que lo perseguía y se retiró hacia un área segura, aunque su vehículo ya no sería reparado.

## Últimos enfrentamientos
En marzo de 1945, Barkmann estaba nuevamente luchando contra los soviéticos, cerca de Stuhlweissenburg, donde sacó de combate cuatro tanques T-34 y elevó la cuenta total de la División Das Reich a 3000 blindados enemigos liquidados. Para ese momento, la división estaba exhausta por los constantes combates y la falta de tanques de reemplazo. La unidad de Barkmann tenía apenas nueve vehículos completamente operativos, de los cuales tres serían pronto abatidos por tanques pesados IS-2 soviéticos. Se ordenó a los restantes seis Panthers sumarse a lo que quedaba del Regimiento Panzer de la 1.ª División SS Leibstandarte SS Adolf Hitler, comandado por el Standartenführer Joachim Peiper. En abril de 1945, Barkman luchó al sur de Viena, donde su Panther fue accidentalmente atacado por fuego amigo, causándole heridas a él y a otros tripulantes. Más adelante, su Panther quedó inutilizado en un enorme cráter dejado por la explosión de una bomba y fue luego destruido por su propia tripulación. Ernst Barkmann logró llegar a la zona británica de operaciones, donde fue hecho prisionero de guerra.

## Posguerra
Terminada la guerra, Barkmann volvió a Kisdorf, su pueblo natal, donde fue por muchos años jefe de bomberos. Barkmann sirvió también como alcalde del pueblo. Allí falleció el 27 de junio de 2009, a la edad de 89 años.

## Condecoraciones
Para el momento de su captura, en 1945, a Barkmann le habían entregado las siguientes condecoraciones:
- Medalla a los heridos en oro.
- Insignia honorífica de Veteranos.
- Placa de asalto de infantería.
- Placa de Tanques sin N° .
- Placa de Tanques con N° "50".
- Cruz de Hierro de 2.ª clase
- Cruz de Hierro de 1.ª clase
- Cruz de Caballero de la Cruz de Hierro.